# Leichtathletik-Europameisterschaften 1982/Dreisprung der Männer

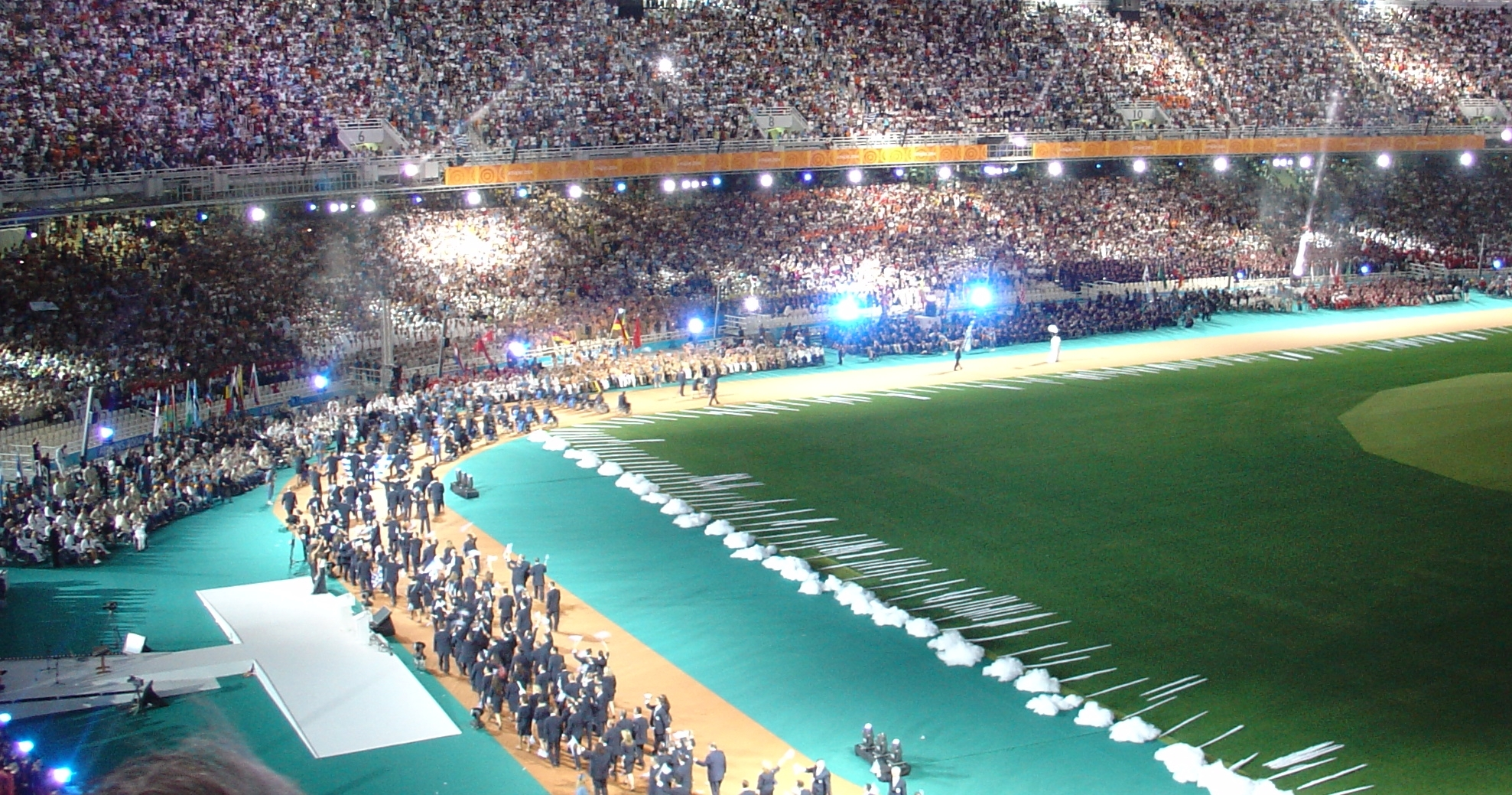
Das Athener Olympiastadion bei der Eröffnung der Paralympics 2004

Der Dreisprung der Männer bei den Leichtathletik-Europameisterschaften 1982 wurde am 10. September 1982 im Olympiastadion von Athen ausgetragen.
Europameister wurde der britische Europarekordinhaber Keith Connor. Er gewann vor dem sowjetischen Dreispringer Wassili Grischtschenkow. Bronze ging an den Ungarn Béla Bakosi.

## Bestehende Rekorde
| Weltrekord           | 17,89 m | João Carlos de Oliveira | Mexiko-Stadt, Mexiko   | 15. Oktober 1975   |
| Europarekord         | 17,57 m | Keith Connor            | Provo, USA             | 5. Juni 1982       |
| Meisterschaftsrekord | 17,34 m | Wiktor Sanejew          | EM Athen, Griechenland | 17. September 1969 |

Der seit 1969 bestehende EM-Rekord von 17,34 m wurde auch bei diesen Europameisterschaften nicht erreicht. Die größte Weite erzielte der britische Europameister Keith Connor bei einem Gegenwind von 0,1 m/s mit 17,29 m, womit er lediglich fünf Zentimeter unter dem Rekord blieb. Zu seinem eigenen Europarekord fehlten ihm 28 Zentimeter, zum Weltrekord sechzig Zentimeter.

## Windbedingungen
In der folgenden Ergebnisübersicht sind die Windbedingungen zu den jeweils besten Sprüngen benannt. Der erlaubte Grenzwert liegt bei zwei Metern pro Sekunde. Bei stärkerer Windunterstützung wird die Weite für den Wettkampf gewertet, findet jedoch keinen Eingang in Rekord- und Bestenlisten.

## Durchführung
Bei nur dreizehn gemeldeten Teilnehmern gab es keine Qualifikation. Die Athleten traten gemeinsam zum Finale an.

## Finale
10. September 1982
| Platz | Name                    | Nation         | Weite (m ) | Wind (m/s) |
| ----- | ----------------------- | -------------- | ---------- | ---------- |
| 1     | Keith Connor            | Großbritannien | 17,29      | −0,1       |
| 2     | Wassili Grischtschenkow | Sowjetunion    | 17,15      | +0,2       |
| 3     | Béla Bakosi             | Ungarn         | 17,04      | +0,2       |
| 4     | Gennadi Waljukewitsch   | Sowjetunion    | 16,95      | −0,3       |
| 5     | Alexander Beskrownij    | Sowjetunion    | 16,81      | −1,2       |
| 6     | Bedros Bedrosian        | Rumänien       | 16,46      | +0,3       |
| 7     | Markku Rokala           | Finnland       | 16,32      | −1,9       |
| 8     | Roberto Mazzucato       | Italien        | 16,13      | −0,2       |
| 9     | Dario Badinelli         | Italien        | 16,05      | −0,6       |
| 10    | János Hegedis           | Jugoslawien    | 16,03      | −0,3       |
| 11    | Johan Brink             | Schweden       | 15,95      | −0,5       |
| 12    | John Herbert            | Großbritannien | 15,92      | −0,7       |
| DNS   | Dimítrios Mihas         | Griechenland   |            |            |

## Videolink
- Ateena 1982 3 loikan opetusvideo, Biomechanik, www.youtube.com, abgerufen am 6. Dezember 2022